# Gare de Takahama (Ibaraki)
La gare de Takahama (高浜駅, Takahama-eki) est une gare ferroviaire de la ville d'Ishioka, dans la préfecture d'Ibaraki au Japon. La gare est exploitée par la compagnie JR East.

## Situation ferroviaire
Takahama est située au point kilométrique (PK) 76,4 de la ligne Jōban.

## Histoire
La gare de Takahama a été inaugurée le 4 novembre 1895.

## Service des voyageurs

### Accueil
La gare dispose d'un bâtiment voyageurs, avec guichets, ouvert tous les jours.

### Desserte
- Ligne Jōban :
  - voie 1 : direction Tsuchiura, Abiko et Ueno (interconnexion avec la ligne Ueno-Tokyo pour Tokyo et Shinagawa)
  - voies 2 et 3 : direction Tomobe, Mito et Iwaki